# Лёк (приток Айвожа)
Лёк, Лекваж — река в России, протекает в Прилузском районе Республики Коми. Устье реки находится в 17 км по правому берегу реки Айвож. Длина реки составляет 18 км.
Исток реки в таёжном массиве среди холмов Северных Увалов на северо-восточных склонах холма Изъяшор (240 НУМ) в 32 км к юго-востоку от села Ношуль. Река течёт на север, всё течение проходит по ненаселённому холмистому таёжному массиву. Приток — Ложкина (правый). Лёк впадает в Айвож в 9 км к юго-западу от деревни Верхняя Седка.

## Данные водного реестра
По данным государственного водного реестра России и геоинформационной системы водохозяйственного районирования территории РФ, подготовленной Федеральным агентством водных ресурсов:
- Бассейновый округ — Двинско-Печорский
- Речной бассейн — Северная Двина
- Речной подбассейн — Малая Северная Двина
- Водохозяйственный участок — Юг
- Код водного объекта — 03020100212103000012181